# Жаботинський Леонід Іванович
Леоні́д Іва́нович Жаботи́нський (28 січня 1938, с. Успенка, нині у межах смт Краснопілля Сумської області — 14 січня 2016, Запоріжжя, Україна) — український радянський спортсмен, важкоатлет, дворазовий абсолютний олімпійський чемпіон з важкої атлетики в суперважкій ваговій категорії (1964, 1968), чотириразовий чемпіон світу (1964—66, 1968) і дворазовий чемпіон Європи (1966, 1968), неодноразовий рекордсмен світу (1963—1974), П'ятиразовий чемпіон СРСР, прапороносець команди СРСР на відкритті Олімпійських Ігор 1968 року і закритті Олімпійських Ігор 1964 і 1968 років.
За спортивну кар'єру встановив 19 світових рекордів.

## Життєпис
Леонід Жаботинський народився 28 січня 1938 року в селі Успенка Харківської області (нині в межах смт Краснопілля Сумської області).
Довгий час мешкав у Запоріжжі і називав його своїм рідним містом.
До важкої атлетики Л. Жаботинський прийшов з легкої атлетики (штовхання ядра), а також займався боротьбою та боксом.
5 серпня 1962 на змаганнях VIII всесвітнього фестивалю молоді і студентів у Гельсінські Жаботинський переміг у важкій вазі, піднявши в сумі триборства 480 кг.
2 серпня 1963 на Спартакіаді народів СРСР український важкоатлет Л. Жаботинський установив світовий рекорд, піднявши в ривку 165 кг.
24 березня 1964 на змаганнях у Москві встановив світовий рекорд у ривку, показавши результат 168,5 кг, і поштовху − 213 кг; установив рекорд світу в класичному триборстві, показавши результат 560 кг. 20 жовтня в Токіо (Японія) на олімпійських змаганнях Жаботинський здобув золоту медаль серед важкоатлетів з результатом 572,5 кг і встановив новий світовий рекорд у поштовху штанги, показавши результат 217,5 кг.
 [Архівовано 29 червня 2016 у Wayback Machine.]
Довгий час майбутній рекордсмен боровся за першість у радянській команді з Ю. Власовим, поки врешті не переміг. Крапку в їхньому протистоянні булу поставлено 18 жовтня 1964 року в Токіо, коли Ю. Власов визнав свою поразку (був другим у сумі триборства).
13 жовтня 1968 року на олімпійських іграх в Мехіко Жаботинський здобув золоту медаль серед важкоатлетів з результатом 572.5 кг, повторивши свій власний рекорд чотирирічної давнини.
Член КПРС з 1964 року.
Тренерами Жаботинського були М. Світличний, Ю. Айзенштадт, А. Медведєв. Уважав одним зі своїх учителів Давида Ехта.
Після чотирирічної перерви через хворобу (1969—1973) зумів повернутися у «великий спорт».
21 лютого 1974 року на Чемпіонаті Збройних Сил СРСР встановив свій останній — 19-й світовий рекорд, піднявши в ривку 185.5 кг.
З вересня 2015 р. чотири місяці перебував у багатопрофільній лікарні «Вітацентр» у Запоріжжі з приводу перелому ноги, переніс операцію, після чого стався мікроінсульт, потім заразився грипом, що призвело до тромбозу кишки. 13 січня переніс операцію з видалення частини тромбованої кишки. Помер в ніч на 14 січня 2016 року в Запоріжжі. 16 січня 2016 похований на Першотравневому кладовищі в Запоріжжі.

## Освіта
- Харківський педагогічний інститут
- Одеське артилерійське училище імені Фрунзе
- Офіцер ВПС.

З професіонального спорту пішов у середині сімдесятих.
- 1975 року Жаботинський переїхав до Москви, працював старшим офіцером спорткомітету Міністерства оборони СРСР, тренером збірної команди Збройних сил.
- З 1987 до 1991 року служив військовим радником з питань спорту на Мадагаскарі.
- Потім працював проректором Московського інституту підприємництва і права. В інтерв'ю 2010-х років названий «генерал-майором», «генералом ФСБ».[15][16]

Мав двох синів Руслана й Вілена, які нині живуть у Запоріжжі.

## Цікаві факти
- Жаботинський був кумиром юного Арнольда Шварценеггера[2]. Під час візиту Жаботинського до США на запрошення Шварценеггера Арнольд йому сказав: «З самого дитинства я за тебе вболівав. Навіть під час токійської Олімпіади, хоча там виступали Норберт Шеманскі і Губнер. За них теж, звичайно, переживав, але мені чомусь хотілося, щоб виграв ти…»
- Щорічно в Запоріжжі проводяться турніри на призи Леоніда Жаботинського.

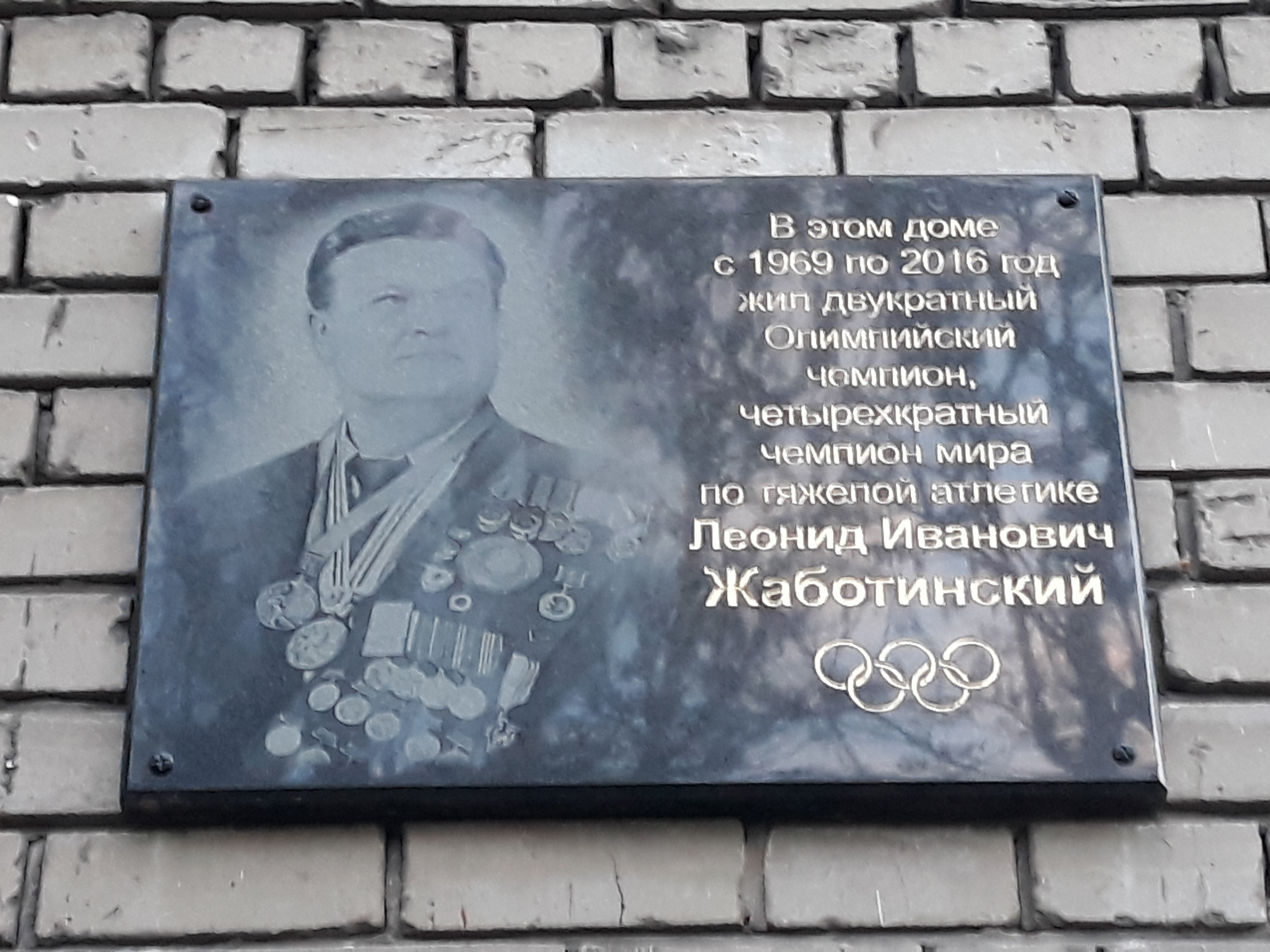
Пам'ятна дошка у місті Запоріжжя

## Почесне громадянство
- Почесний громадянин міста Запоріжжя (Україна)
- Почесний громадянин міста Суец (Єгипет).

## Вшанування пам'яті
- Вулиця Леоніда Жаботинського у місті Запоріжжя[17][18].
- Вулиця Леоніда Жаботинського у селищі Краснопілля.
- 20 жовтня 2016 року встановлена пам'ятна дошка відомому важкоатлету, за адресою: вулиця імені Леоніда Жаботинського, 20[19].
- 26 жовтня 2017 року відкрито пам'ятник Леоніду Жаботинському, який виготовлений з бронзи у натуральний зріст 1,93 м. Автор пам'ятника — харківський скульптор Ельданіз Гурбанов. Пам'ятник розташований на Алеї почесних громадян міста Запоріжжя, в парку Трудової Слави поруч з центральною магістраллю міста — на Соборному проспекті[20].